# 添田町

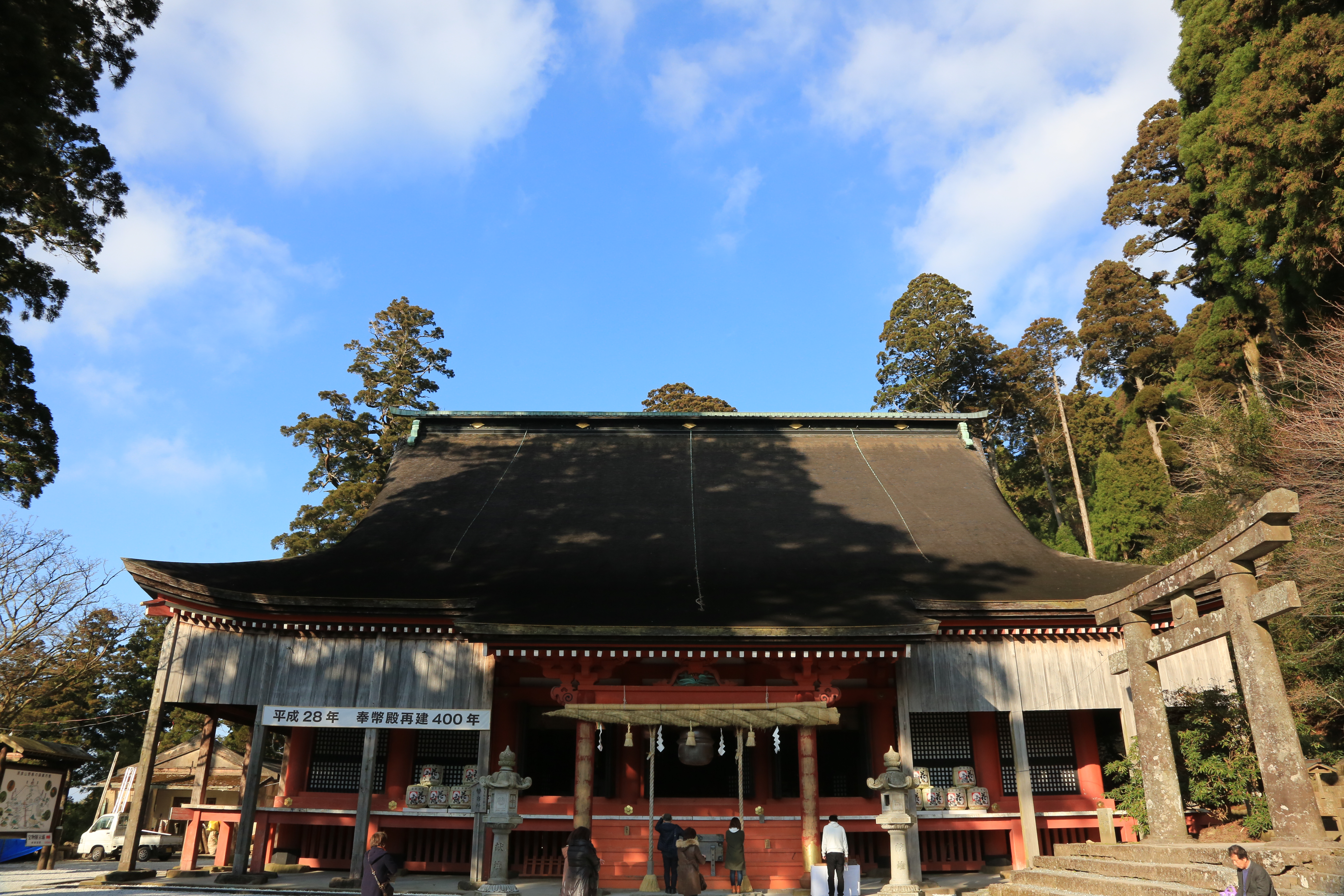
英彦山神宮奉幣殿

添田町（日语：／ Soeda machi */?）是位于福岡縣中部的一個城鎮，屬田川郡。
轄區多位於山區，僅北部為平地，因此70%人口都集中於此；東南側以筑紫山地與大分縣隣接。

## 歷史
過去曾經因為筑豐煤礦而繁榮，在1960年代人口曾經達到25,000人，但在煤礦停止開採後，現在的人口僅剩約11,000人。

### 年表
- 1887年：添田町村、添田村、伊原村合併為添伊田村。[2]
- 1889年4月1日：實施町村制，添伊田村、庄村、野田村合併為添田村，現在的轄區在當時還包括了中元寺村、彥山村、津野村。
- 1907年1月1日：中元寺村被併入添田村。
- 1911年4月1日：添田村改制為添田町。
- 1942年2月11日：彥山村被併入添田町。
- 1955年1月1日：添田町與津野村合併為新設置的添田町。

### 變遷表
| 1889年以前 | 1889年4月1日 | 1889年 - 1926年     | 1889年 - 1926年     | 1926年 - 1944年          | 1945年 - 1954年 | 1955年 - 1988年     | 1989年 - 現在       | 現在                |
| ---------- | ------------ | ------------------- | ------------------- | ------------------------ | --------------- | ------------------- | ------------------- | ------------------- |
|            | 添田村       | 1907年1月1日 添田村 | 1912年4月1日 添田町 | 1912年4月1日 添田町      | 添田町          | 1955年1月1日 添田町 | 1955年1月1日 添田町 | 1955年1月1日 添田町 |
|            | 中元寺村     | 1907年1月1日 添田村 | 1912年4月1日 添田町 | 1912年4月1日 添田町      | 添田町          | 1955年1月1日 添田町 | 1955年1月1日 添田町 | 1955年1月1日 添田町 |
|            | 彥山村       | 彥山村              | 彥山村              | 1942年2月11日 併入添田町 | 添田町          | 1955年1月1日 添田町 | 1955年1月1日 添田町 | 1955年1月1日 添田町 |
|            | 津野村       |                     |                     |                          |                 | 1955年1月1日 添田町 | 1955年1月1日 添田町 | 1955年1月1日 添田町 |

## 交通

### 鐵路
- 九州旅客鐵道
  - 日田彥山線：西添田車站 - 添田車站

|  |

過去曾有國鐵添田線通過，但已於1985年停止營運。
- 國鐵
  - 添田線：伊原車站 - 豆塚停留場 - 添田車站

### 巴士
- 日田彥山線BRT
  - 添田車站* - 畑川 (醫院前)站 - 塚原站 - 野田站 - 歡遊舍彥山車站* - 貴船橋站 - 豐前桝田車站* - 柳原站 - 下落合站 - 屋形原站 - 舊英彥中學校前站 - 彥山車站* - 深倉站
  - *為原有日田彥山線鐵路的車站

## 觀光資源
- 英彥山

## 教育

### 大學
- 九州大學農学部附屬英彥山生物學實驗所

## 姊妹、友好都市

### 日本
- 美深町（北海道中川郡）：於1981年10月9日締結為姊妹都市。

### 海外
- 江華郡（大韓民國 仁川廣域市）